# Gia đình mình vui bất thình lình
Gia đình mình vui bất thình lình (tên cũ: Nhà có ba nàng dâu) là một bộ phim truyền hình được thực hiện bởi Trung tâm Phim truyền hình Việt Nam, Đài Truyền hình Việt Nam do Nguyễn Đức Hiếu và Lê Đỗ Ngọc Linh làm đạo diễn. Phim phát sóng vào lúc 21h40 thứ 5, 6 hàng tuần bắt đầu từ ngày 9 tháng 3 năm 2023 và kết thúc vào ngày 15 tháng 9 năm 2023 trên kênh VTV3.

## Nội dung
Gia đình mình vui bất thình lình xoay quanh câu chuyện của đại gia đình ông Nguyễn Văn Toại (Bùi Bài Bình) và bà Đỗ Thị Cúc (Lan Hương) cùng ba cậu con trai và ba cô con dâu gồm Nguyễn Văn Công (Quang Sự) – Nguyễn Bảo Phương (Kiều Anh), Nguyễn Văn Thành (Doãn Quốc Đam) – Hoàng Trần Ngọc Hà (Lan Phương) và Nguyễn Thành Danh (Thanh Sơn) – Đinh Trâm Anh (Khả Ngân). Cuộc sống của một gia đình ba thế hệ sống chung dưới một mái nhà diễn ra không mấy khi bình yên do những khác biệt về tính cách, lối sống và cách suy nghĩ. Để từ đó đem tới một góc nhìn của những người trẻ về cách ứng xử giữa các thành viên trong gia đình. Đó là hành trình gắn kết những người phụ nữ xa lạ cùng chung sống trong một mái nhà, để cuối cùng, mọi thành viên trong gia đình lại về bên nhau, yêu thương nhau bằng tình thân chứ không phải gắn kết bởi trách nhiệm gia đình và quy luật của xã hội.

## Diễn viên

### Diễn viên chính
- Bùi Bài Bình trong vai  Ông Nguyễn Văn Toại[8][9]
- Lan Hương trong vai Bà Đỗ Thị Cúc[8][10]
- Quang Sự trong vai Nguyễn Văn Công[11][12]
- Kiều Anh trong vai Nguyễn Bảo Phương[13][14]
- Doãn Quốc Đam trong vai Nguyễn Văn Thành[15][16]
- Lan Phương trong vai Hoàng Trần Ngọc Hà[17][18]
- Bùi Gia Nghĩa trong vai Nguyễn Bảo Long[16][19]
- Thanh Sơn trong vai Nguyễn Thành Danh[20][21]
- Khả Ngân trong vai Đinh Trâm Anh[21][22]

### Diễn viên phụ
- Công Lý trong vai Bố Phương[23][24]
- Linh Huệ trong vai Mẹ Phương[25]
- Phương Hạnh trong vai Bà Ngọc[26][27]
- Phạm Ngọc Anh trong vai Mai[28][29]
- Nguyễn Trọng Lân trong vai Khải[30][31]
- Cù Thị Trà trong vai Lan[32]
- Phạm Tuấn Anh trong vai Tú[33]
- Trần Minh Phương (Da LAB) trong vai Đạo diễn Kào[34]
- Như Ngọc (Lily Chen) trong vai Vợ Khải[35][36]
- Jimmy Khánh trong vai Nhâm Văn Tuất[37][38]
- Nguyễn Tuấn Anh trong vai Tuấn
- Tô Sơn Hùng trong vai Hùng sản xuất
- Nguyễn Long Vũ trong vai Thanh niên 1[39]
- Mai Huê trong vai Thanh niên 2[39]
- Thu Hiền trong vai Thanh niên 3[39]
- Ngô Minh Hoàng trong vai Hoàng[40][41]
- Phương Lâm trong vai Bà Mai
- Lê Hà trong vai Chị Bình
- Dương Thu Hương trong vai Đào
- Đào Nguyễn Ánh trong vai Nhân viên quán Karaoke của Đào

### Diễn viên khách mời
- Quốc Trị trong vai Ông Đạt
- Đỗ Kỷ trong vai Tổ trưởng Tổ dân phố[42][43]
- Tú Oanh trong vai Bà Trần Lê Ngọc Bích[44][45]
- Lương Thu Trang trong vai Hà Lan[34][46]
- Nguyễn Hà Trung (Trung "ruồi") trong vai Cô đồng (Thầy bói)[34][47]
- Thái Sơn trong vai Cò đất[48][49]
- Tô Dũng trong vai Ông Toại hồi trẻ[50]
- Nguyễn Lan Hương trong vai Bà Cúc hồi trẻ
- Nhâm Mạnh Dũng trong vai Nhâm Văn Thìn[34][51]

Cùng một số diễn viên khác....

## Nhạc phim
| Danh sách nhạc phim theo thứ tự xuất hiện | Danh sách nhạc phim theo thứ tự xuất hiện | Danh sách nhạc phim theo thứ tự xuất hiện | Danh sách nhạc phim theo thứ tự xuất hiện | Danh sách nhạc phim theo thứ tự xuất hiện |
| STT                                       | Nhan đề                                   | Phổ lời                                   | Thể hiện                                  | Thời lượng                                |
| ----------------------------------------- | ----------------------------------------- | ----------------------------------------- | ----------------------------------------- | ----------------------------------------- |
| 1.                                        | "Tìm về"                                  | Ninh, Lý Bực, Phương Cào                  | Long, Lý Bực                              | 3:53                                      |
| 2.                                        | "Gần nhau là cười"                        |                                           | Lena                                      | 3:31                                      |
| 3.                                        | "Tôi muốn về nhà"                         |                                           | Hoàng Bách                                | 4:39                                      |
| 4.                                        | "Hành tinh song song"                     |                                           | Vũ                                        | 5:06                                      |
| 5.                                        | "Buông"                                   |                                           | Bùi Anh Tuấn                              | 5:30                                      |
| 6.                                        | "Thuận theo ý trời"                       |                                           | Bùi Anh Tuấn                              | 4:07                                      |
| 7.                                        | "Còn thương thì không để em khóc"         |                                           | Miu Lê, Đạt G, Karik                      | 5:30                                      |
| 8.                                        | "Xin lỗi"                                 | Hồ Tiến Đạt                               | Nguyên Hà                                 | 4:04                                      |
| 9.                                        | "Mấy khi"                                 |                                           | Nguyễn Thanh Minh                         | 4:57                                      |
| 10.                                       | "CILU"                                    |                                           | JGKiD, MPaKK (Da LAB)                     | 4:17                                      |

## Sản xuất
Gia đình mình vui bất thình lình do bộ đôi Nguyễn Đức Hiếu và Lê Đỗ Ngọc Linh đồng đạo diễn, kịch bản của phim được chấp bút bởi nhóm biên kịch Lại Phương Thảo, Ngô Thị Như Trang, Tiết Kim Oanh, Mai Búp. Bộ phim khai máy từ tháng 12 năm 2022 và đóng máy vào tháng 7 năm 2023.
Vai chính của phim lần lượt được giao cho Bùi Bài Bình, Lan Hương, Quang Sự, Kiều Anh, Doãn Quốc Đam, Lan Phương, Thanh Sơn và Khả Ngân. Trong đó, tác phẩm lần này đã đánh dấu sự tái hợp của Thanh Sơn và Khả Ngân sau thành công của bộ phim 11 tháng 5 ngày. Đây cũng được cho là phim giờ vàng trên sóng VTV có nhiều nhân vật khách mời nhất từ trước đến nay. Nổi bật là sự xuất hiện của tiền đạo Nhâm Mạnh Dũng, đánh dấu lần đầu tiên anh tham gia hoạt động nghệ thuật.
Buổi họp báo ra mắt được tổ chức vào chiều ngày 23 tháng 2 năm 2023. Tác phẩm chính thức lên sóng vào ngày 9 tháng 3 cùng năm trên kênh VTV3, thế sóng Đừng làm mẹ cáu với tổng số tập là 56.

## Đón nhận
Trong những tập đầu, bộ phim nhanh chóng thu hút sự yêu thích của khán giả và đạt tỷ suất người xem đứng đầu suốt nhiều tuần liên tiếp. Ở tập cuối, theo số liệu của Kantar Media, bộ phim dẫn đầu bảng xếp hạng top 10 chương trình được xem nhiều nhất cả nước với mức rating là 4.6%.
Tuy nhiên, càng về chặng cuối, một lượng đáng kể người xem đã bỏ theo dõi phim. Lý do cho điều này là bởi nhũng tranh cãi dữ dội với loạt tình tiết phi thực tế, nhiều yếu tố tiêu cực kéo dài làm ảnh hưởng tâm lý người xem, hay ngắn gọn hơn là "lạm dụng quá nhiều bi kịch". Đặc biệt, sau khi tập 43 của bộ phim phát sóng, trên các diễn đàn mạng xã hội, đã có từ vài trăm nghìn đến hơn 1 triệu bình luận của khán giả bày tỏ sự phẫn nộ vì cho rằng cả biên kịch và đạo diễn đã cố tình đẩy nội dung phim đến mức "khó có thể chấp nhận". Nhiều khán giả cũng chê những tập cuối của tác phẩm "lan man, dài dòng" khi nhà sản xuất quyết định tăng số tập. Kết thúc có hậu của bộ phim, dù còn bị nhận xét "khiên cưỡng", được cho là khiến phần lớn khán giả xem truyền hình hài lòng.

## Giải thưởng và đề cử
| Năm  | Giải thưởng    | Hạng mục                  | (Người) đề cử | Kết quả   | Tham khảo            |
| ---- | -------------- | ------------------------- | ------------- | --------- | -------------------- |
| 2023 | Ấn tượng VTV   | Phim truyền hình Ấn tượng | —             | Đoạt giải | [ 82 ]               |
| 2023 | Ấn tượng VTV   | Diễn viên nữ Ấn tượng     | Kiều Anh      | Đoạt giải | [ 82 ]               |
| 2023 | Ấn tượng VTV   | Diễn viên nữ Ấn tượng     | Lan Phương    | Đề cử     | [ 82 ]               |
| 2023 | Ấn tượng VTV   | Diễn viên nữ Ấn tượng     | Khả Ngân      | Đề cử     | [ 82 ]               |
| 2024 | Giải Cánh Diều | Phim truyện truyền hình   | —             | Đề cử     | [ 83 ] [ 84 ] [ 85 ] |